# Umělecké plavání na mistrovství Evropy v plaveckých sportech
Závody mistrovství Evropy v uměleckém (synchronizovaném) plavání se pořadájí od roku 1977 v rámci mistrovství Evropy v plaveckých sportech. Pouze první roční 1974 proběhl jako samostatné mistrovství Evropy.

## Medailová bilance v uměleckém (synchronizovaném) plavání (1974–2022)
| Pořadí | Stát                     |       | Muži    | Muži  | Muži  |         | Ženy + mix, Tým | Ženy + mix, Tým | Ženy + mix, Tým |       | Muži + Ženy + mix, Tým | Muži + Ženy + mix, Tým | Muži + Ženy + mix, Tým | Celkem | První medaile |
| Pořadí | Stát                     | Zlato | Stříbro | Bronz | Zlato | Stříbro | Bronz           | Zlato           | Stříbro         | Bronz |                        |                        |                        | Celkem | První medaile |
| ------ | ------------------------ | ----- | ------- | ----- | ----- | ------- | --------------- | --------------- | --------------- | ----- | ---------------------- | ---------------------- | ---------------------- | ------ | ------------- |
| 1.     | Rusko (RUS)              |       | 0       | 0     | 0     |         | 57              | 6               | 1               |       | 57                     | 6                      | 1                      | 64     | 1987          |
| 2.     | Ukrajina (UKR)           |       | 0       | 0     | 0     |         | 15              | 19              | 11              |       | 15                     | 19                     | 11                     | 45     | 2008          |
| 3.     | Spojené království (GBR) |       | 0       | 0     | 0     |         | 12              | 2               | 3               |       | 12                     | 2                      | 3                      | 17     | 1974          |
| 4.     | Francie (FRA)            |       | 0       | 0     | 1     |         | 8               | 20              | 7               |       | 8                      | 20                     | 8                      | 36     | 1983          |
| 5.     | Španělsko (ESP)          |       | 0       | 2     | 0     |         | 7               | 21              | 13              |       | 7                      | 23                     | 13                     | 43     | 2000          |
| 6.     | Itálie (ITA)             |       | 2       | 0     | 0     |         | 2               | 18              | 33              |       | 4                      | 18                     | 33                     | 55     | 1991          |
| 7.     | Nizozemsko (NED)         |       | 0       | 0     | 0     |         | 1               | 6               | 6               |       | 1                      | 6                      | 6                      | 13     | 1974          |
| 8.     | Rakousko (AUT)           |       | 0       | 0     | 0     |         | 1               | 4               | 6               |       | 1                      | 4                      | 6                      | 11     | 1981          |
| 9.     | Gruzie (GEO)             |       | 0       | 0     | 0     |         | 1               | 0               | 0               |       | 1                      | 0                      | 0                      | 1      | 1989          |
| 10.    | Řecko (GRE)              |       | 0       | 0     | 0     |         | 0               | 3               | 6               |       | 0                      | 3                      | 6                      | 9      | 1991          |
| 11.    | Německo (GER)            |       | 0       | 0     | 0     |         | 0               | 3               | 3               |       | 0                      | 3                      | 3                      | 6      | 1974          |
| 12.    | Švýcarsko (SUI)          |       | 0       | 0     | 0     |         | 0               | 1               | 9               |       | 0                      | 1                      | 9                      | 10     | 1977          |
| 13.    | Bělorusko (BLR)          |       | 0       | 0     | 0     |         | 0               | 1               | 2               |       | 0                      | 1                      | 2                      | 3      | 2020          |
| 14.    | Slovensko (SVK)          |       | 0       | 0     | 0     |         | 0               | 0               | 2               |       | 0                      | 0                      | 2                      | 2      | 2022          |
| 15.    | Izrael (ISR)             |       | 0       | 0     | 0     |         | 0               | 0               | 1               |       | 0                      | 0                      | 1                      | 1      | 2020          |
| 16.    | Maďarsko (HUN)           |       | 0       | 0     | 0     |         | 0               | 0               | 1               |       | 0                      | 0                      | 1                      | 1      | 2020          |
| 17.    | Srbsko (SRB)             |       | 0       | 0     | 1     |         | 0               | 0               | 0               |       | 0                      | 0                      | 1                      | 1      | 2022          |
| Celkem | Celkem                   |       | 2       | 2     | 2     |         | 103             | 103             | 103             |       | 105                    | 105                    | 105                    | 315    |               |

### Zaniklé státy
- Medaile zaniklých států jsou rozděleny podle klíče, ve které svazové (federativní) republice se medailista připravoval. Nikoliv podle národnosti. Medaile z týmové soutěže jsou rozděleny nástupnickým zemím.

| Pořadí | Stát                |       | Muži    | Muži  | Muži  |         | Ženy + mix, Tým | Ženy + mix, Tým | Ženy + mix, Tým |       | Muži + Ženy + mix, Tým | Muži + Ženy + mix, Tým | Muži + Ženy + mix, Tým | Celkem | První medaile |
| Pořadí | Stát                | Zlato | Stříbro | Bronz | Zlato | Stříbro | Bronz           | Zlato           | Stříbro         | Bronz |                        |                        |                        | Celkem | První medaile |
| ------ | ------------------- | ----- | ------- | ----- | ----- | ------- | --------------- | --------------- | --------------- | ----- | ---------------------- | ---------------------- | ---------------------- | ------ | ------------- |
| 1.     | Sovětský svaz (URS) |       | 0       | 0     | 0     |         | 4               | 3               | 1               |       | 4                      | 3                      | 1                      | 8      | 1987          |

## Medailisté (1974–2022)
| Pořadí | Jméno                   | Roč. | Stát     | Období    | Sólo | Sólo | Sólo |   | Duo | Duo | Duo |   | Tým | Tým   | Tým     |       | Dohromady | Dohromady | Dohromady | Celkem |
| Pořadí | Jméno                   | Roč. | Stát     | Období    | Z    | S    | B    | Z | S   | B   | Z   | S | B   | Zlato | Stříbro | Bronz |           |           |           | Celkem |
| ------ | ----------------------- | ---- | -------- | --------- | ---- | ---- | ---- | - | --- | --- | --- | - | --- | ----- | ------- | ----- | --------- | --------- | --------- | ------ |
| 1.     | Svetlana Romašinová     | 1989 | Rusko    | 2006–2020 | 2    | 0    | 0    |   | 6   | 0   | 0   |   | 5   | 0     | 0       |       | 13        | 0         | 0         | 13     |
| 2.     | Natalija Iščenková      | 1986 | Rusko    | 2004–2016 | 4    | 2    | 0    |   | 4   | 0   | 0   |   | 4   | 0     | 0       |       | 12        | 2         | 0         | 14     |
| 3.     | Marta Fedinová          | 2002 | Ukrajina | 2018–2022 | 3    | 1    | 0    |   | 0   | 2   | 0   |   | 8   | 1     | 0       |       | 11        | 4         | 0         | 15     |
| 4.     | Svetlana Kolesničenková | 1993 | Rusko    | 2014–2020 | 2    | 0    | 0    |   | 5   | 0   | 0   |   | 4   | 0     | 0       |       | 11        | 0         | 0         | 11     |
| 5.     | Olga Brusnikinová       | 1978 | Rusko    | 1993–2004 | 2    | 0    | 0    |   | 3   | 0   | 0   |   | 6   | 0     | 0       |       | 11        | 0         | 0         | 11     |
| 6.     | Maryna Aleksijivová     | 2001 | Ukrajina | 2018–2022 | 0    | 0    | 0    |   | 2   | 0   | 0   |   | 8   | 3     | 0       |       | 10        | 3         | 0         | 14     |
| 7.     | Vladyslava Aleksijivová | 2001 | Ukrajina | 2018–2022 | 0    | 0    | 0    |   | 2   | 0   | 0   |   | 8   | 2     | 0       |       | 10        | 2         | 0         | 12     |